# Jarte
Jarte — свободный текстовый процессор, использующий движок WordPad, который является частью Windows, поэтому имеет малый вес, хорошую производительность и обеспечивает полную совместимость создаваемых документов с программами Word и WordPad.

## Описание
Главной особенностью текстового процессора Jarte является использование движка WordPad, который является стандартной неотъемлемой частью операционной системы Windows (даже если по каким-либо причинам у пользователя будет отсутствовать WordPad, это никак не помешает работе Jarte), что позволяет добиться полной совместимости документов формата DOC и RTF, в то время как другие процессоры используют свои движки для обработки данных форматов, отчего совместимость часто неидеальна. Другими словами, Jarte является намного более развитой версией WordPad, возможности которого всегда были специально ограничены (например, невозможность создания таблиц, в то время как открытие их поддерживается; отсутствие проверки орфографии и прочее).

## Особенности
Помимо основных функций редактирования и форматирования, свойственных всем текстовым процессорам, у Jarte есть следующие особенности:
- Полная совместимость с Windows XP и выше
- Интерфейс с вкладками, чтобы обеспечить свободный доступ к открытым документам
- Работа с форматами RTF , DOC, DOCX, TXT
- Быстрый запуск
- Малый размер, большая скорость работы
- Существует портативная версия, которая может быть запущена непосредственно с флешки, CD, или Dropbox-папки
- Высокое качество проверки орфографии с возможностью добавления пользовательского словаря
- Поддержка шаблонов
- Экспорт в HTML или PDF
- Использование закладок для навигации
- Отправка документов по электронной почте
- Поддержка drag-and-drop
- Мгновенный доступ к недавно открытым документам и папкам
- Регулируемый зум документа
- Подробная документация

## Цитаты
«Это одна из маленьких ироний жизни, что в стране со свободой слова программа под названием „Word“ стоит более ста долларов. К счастью, у нас есть Carolina Road Software и их бесплатный текстовый процессор, Jarte.» — PC World magazine 